# Igny, Essonne
Igny är en kommun i departementet Essonne i regionen Île-de-France i norra Frankrike. Kommunen ligger i kantonen Palaiseau som tillhör arrondissementet Palaiseau. År 2022 hade Igny 10 571 invånare.

## Befolkningsutveckling
Antalet invånare i kommunen Igny
| Referens: INSEE |